# 大桥街道 (安庆市)
大桥街道，是中华人民共和国安徽省安庆市宜秀区下辖的一个乡镇级行政单位。

## 行政区划
大桥街道下辖以下地区：
肖坑社区、芭茅社区、叶祠社区、三义社区、圣埠社区、吴咀社区、红光社区、吴祥社区、砂桥社区、苏岗社区、太平村、九塘村、眉山村和象山村。